# Esclanèdes
Esclanèdes község Franciaország déli részén, Lozère megyében. 2011-ben 322 lakosa volt.

## Fekvése

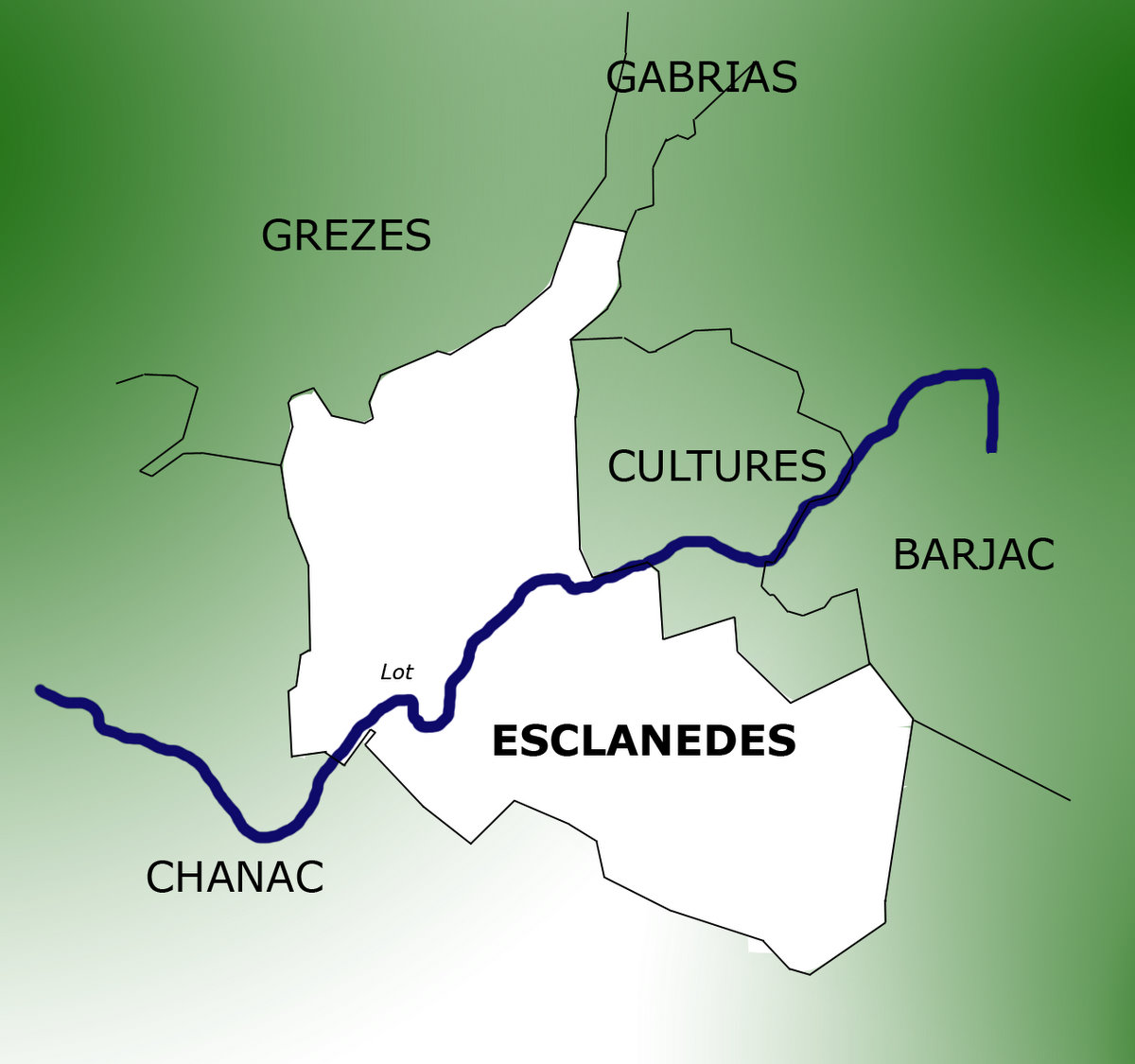
Esclanèdes község elhelyezkedése

Esclanèdes a Lot folyó völgyében fekszik, 640 méteres (a községterület 627–1001 méteres) tengerszint feletti magasságban, Chanactól 3 km-re északkeletre.
Nyugatról és délről Chanac, északról Grèzes és Gabrias; keletről pedig Cultures és Barjac községekkel határos.
A Lot völgyében halad az N88-as (Mende-ot Le Monastier-vel összekötő) főút. Megállóhely a Translozérien vasútvonalon.
A községhez tartozik Le Bruel, Rocherousse, Les Crottes és Le Mazet.

## Története
Esclanèdes a történelmi Gévaudan tartomány Cénareti báróságához tartozott. 1315-ben egyházközsége a mende-i püspökséghez került.

### Demográfia
| Év   | Lakosság |
| ---- | -------- |
| 1793 | 864      |
| 1851 | 525      |
| 1876 | 486      |
| 1901 | 506      |
| 1936 | 305      |

| Év   | Lakosság |
| ---- | -------- |
| 1946 | 303      |
| 1954 | 298      |
| 1962 | 271      |
| 1968 | 256      |

| Év   | Lakosság |
| ---- | -------- |
| 1975 | 218      |
| 1982 | 200      |
| 1990 | 217      |
| 1999 | 250      |
| 2010 | 319      |

## Nevezetességei
- A Saint-Hippolyte templom a 12. században épült román stílusban, 1582-ben a hugenották felgyújtották, majd 1630-ban újjáépítették. Sekrestyéje 1721-ben épült,[2] harangtornyát a 19. században építették, harangjai 1889-ből származnak.[3] Berendezése nagyrészt 19. századi.[4] Szent Hippolit és Szent Privát szobrai 17–18. századi alkotások.[5]
- A Marance-kastély a 16. században épült, később gazdasággá alakították át.[6]
- A Lot hídja gótikus stílusú 15. századi építmény.
- 17–19. századi házai közül a legrégebbi 1641-ben épült.[7]
- A rocherousse-i útmenti mészkőkeresztet 1803-ban állították.[8]

## Képtár

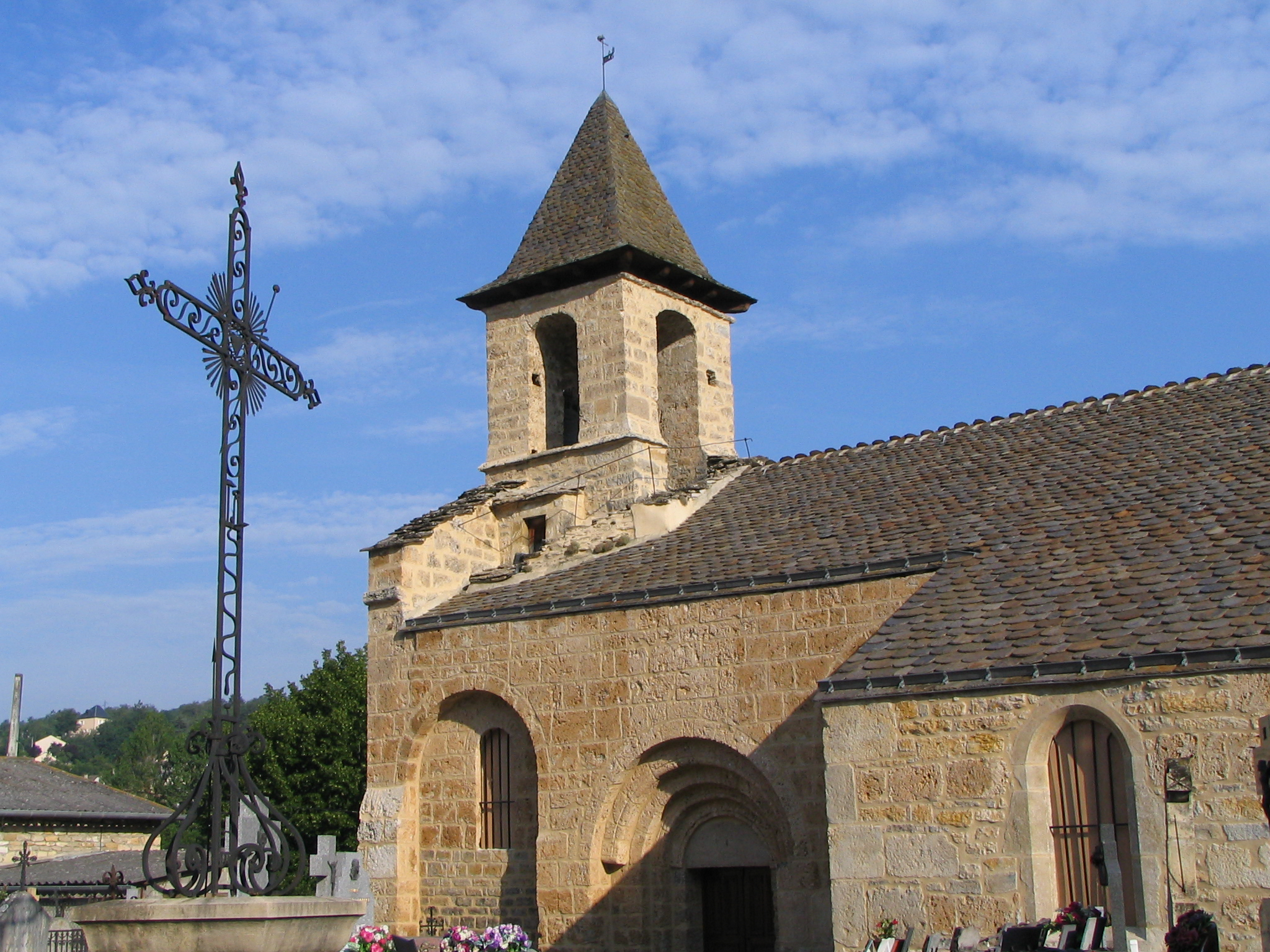
Saint-Hippolyte-templom
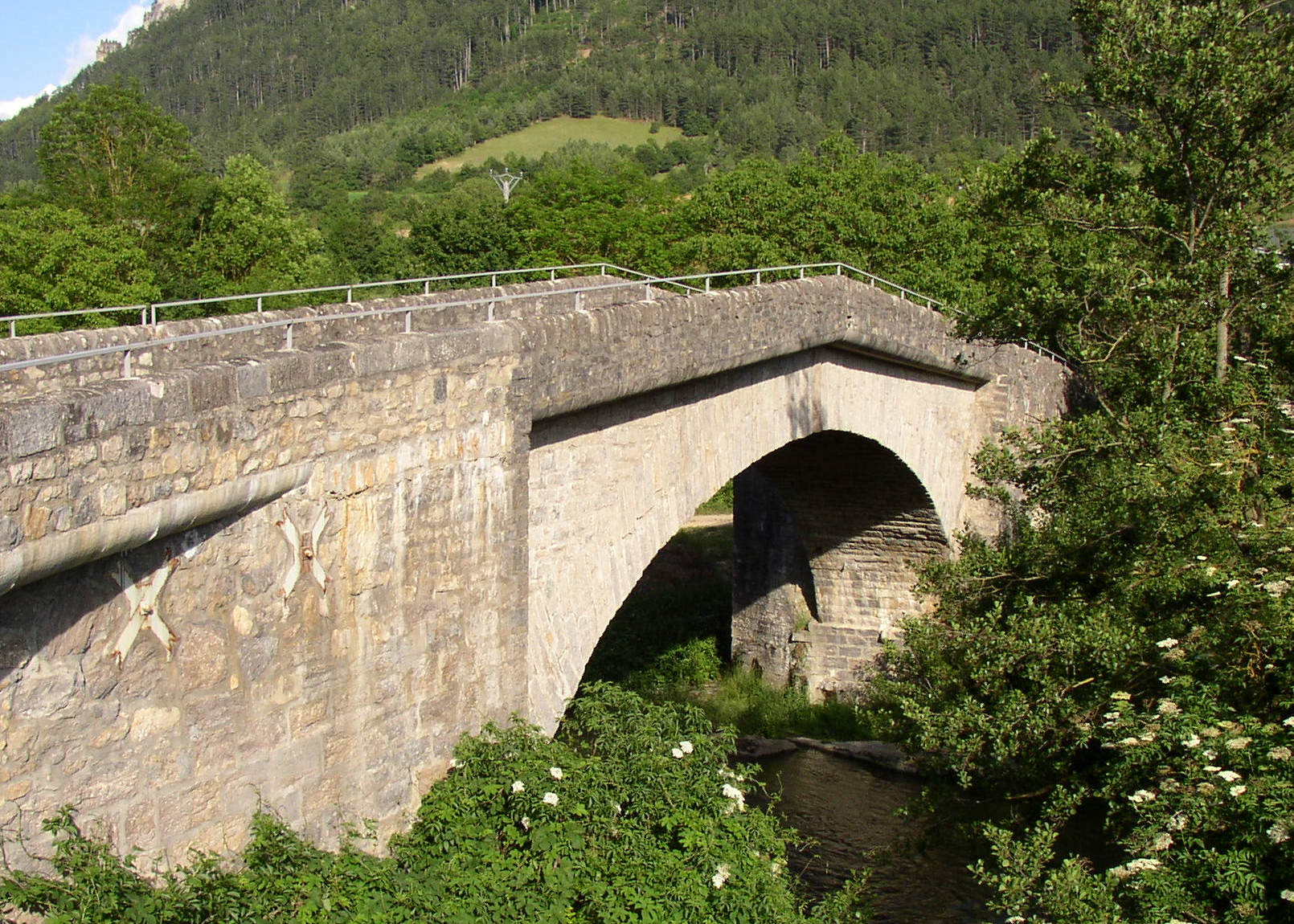
Híd a Lot-folyón
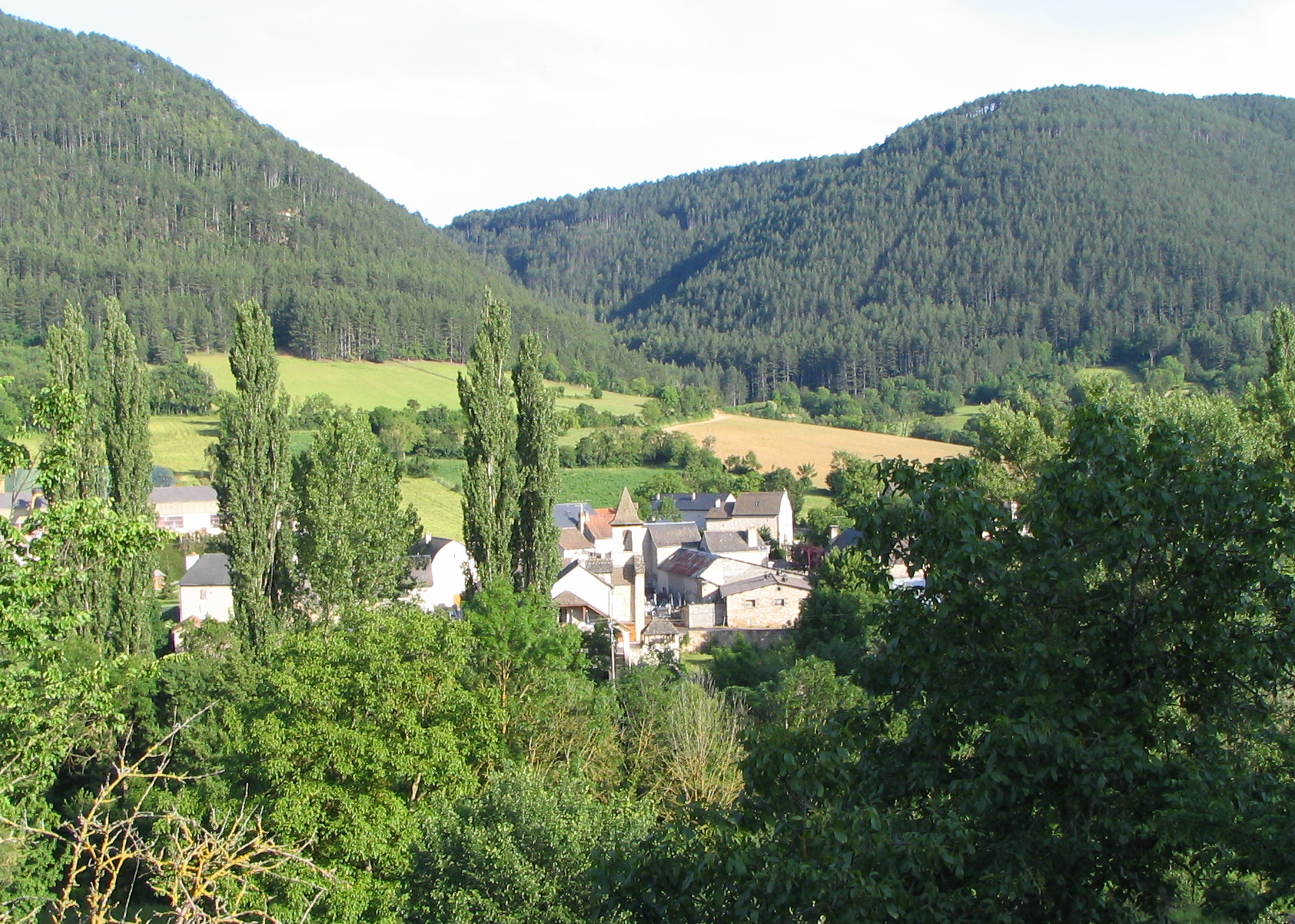
Esclanèdes látképe
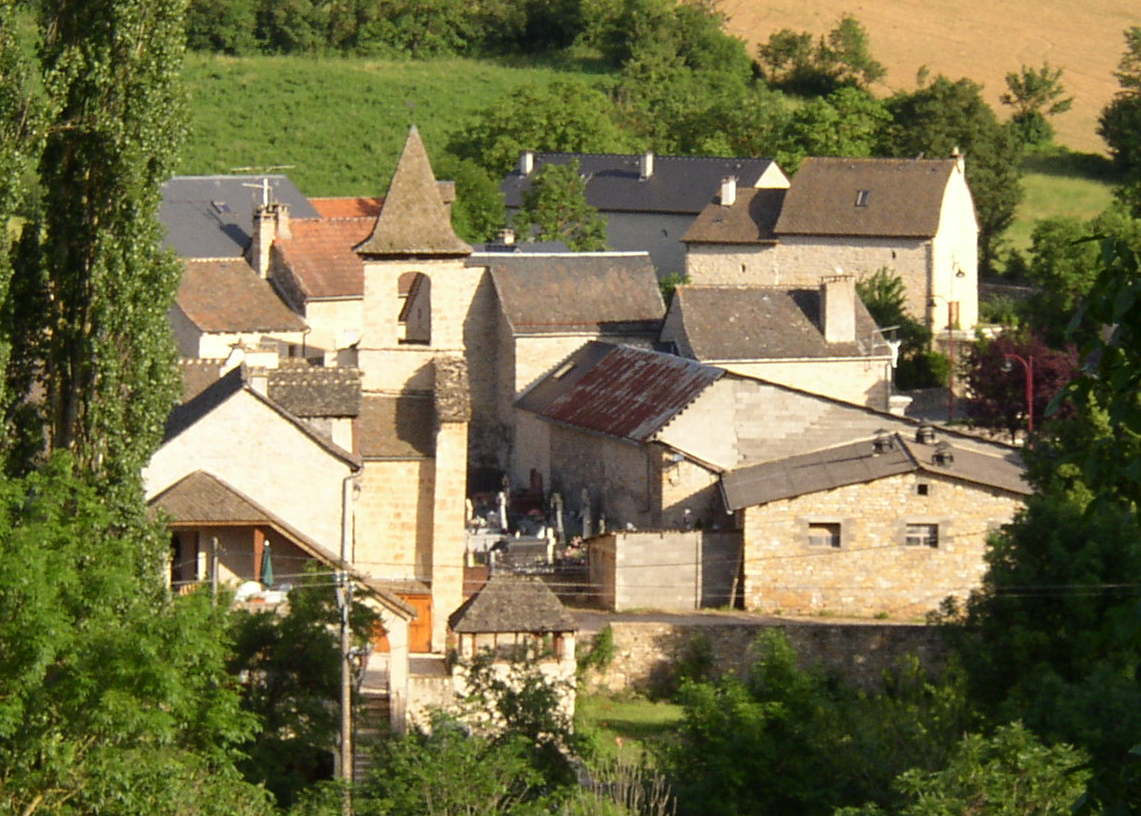
Esclanèdes látképe
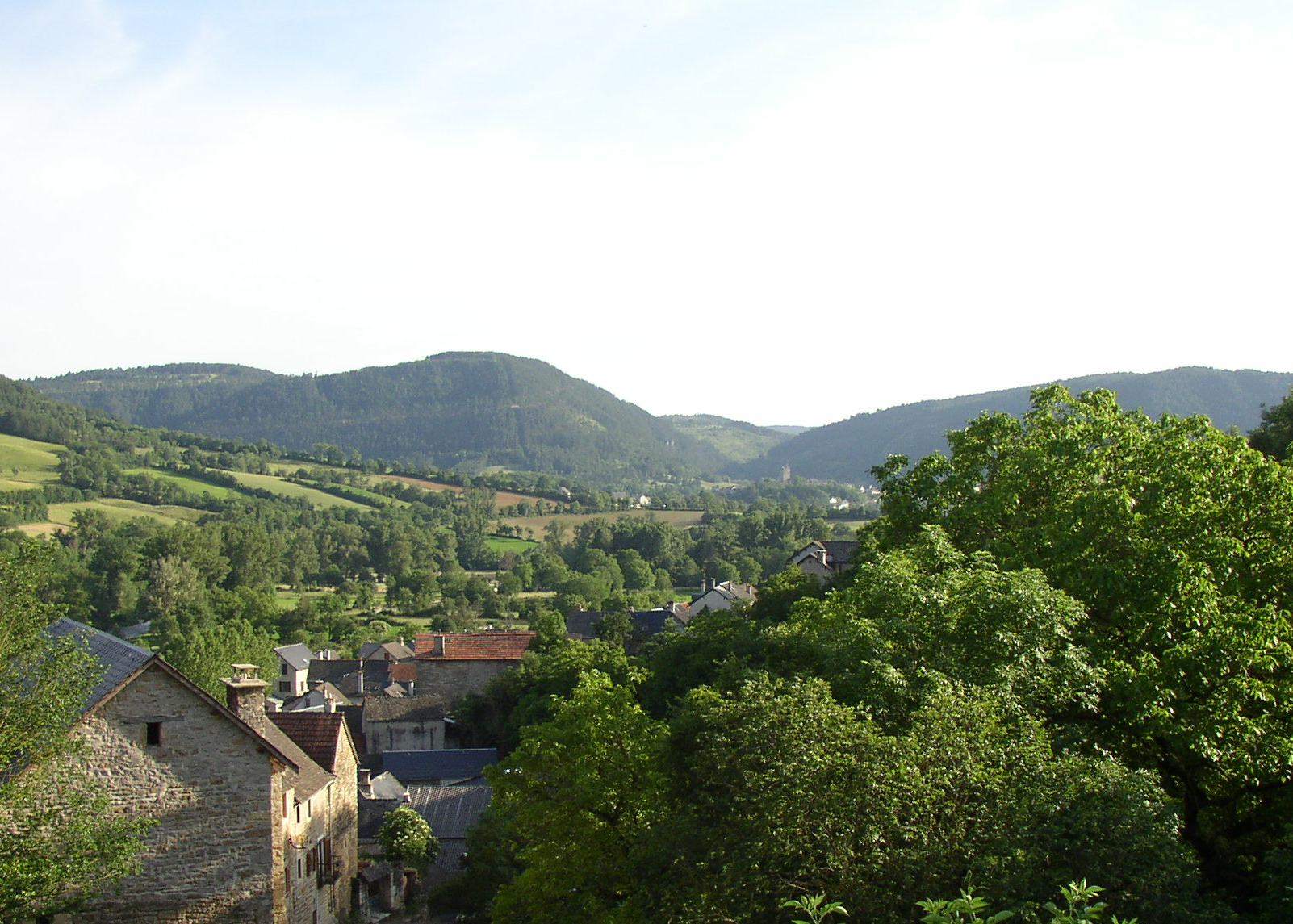
Le Bruel látképe
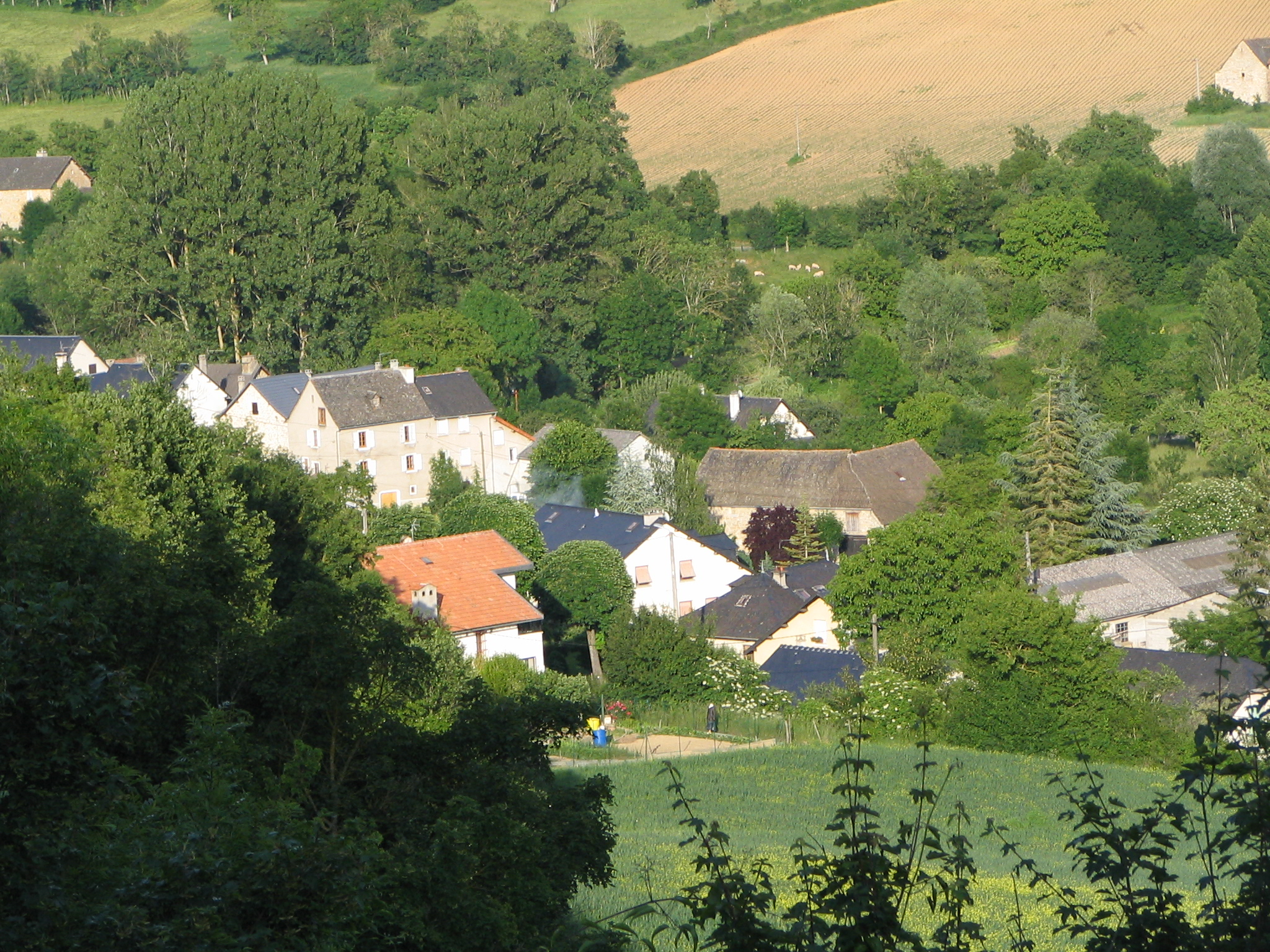
Le Bruel látképe
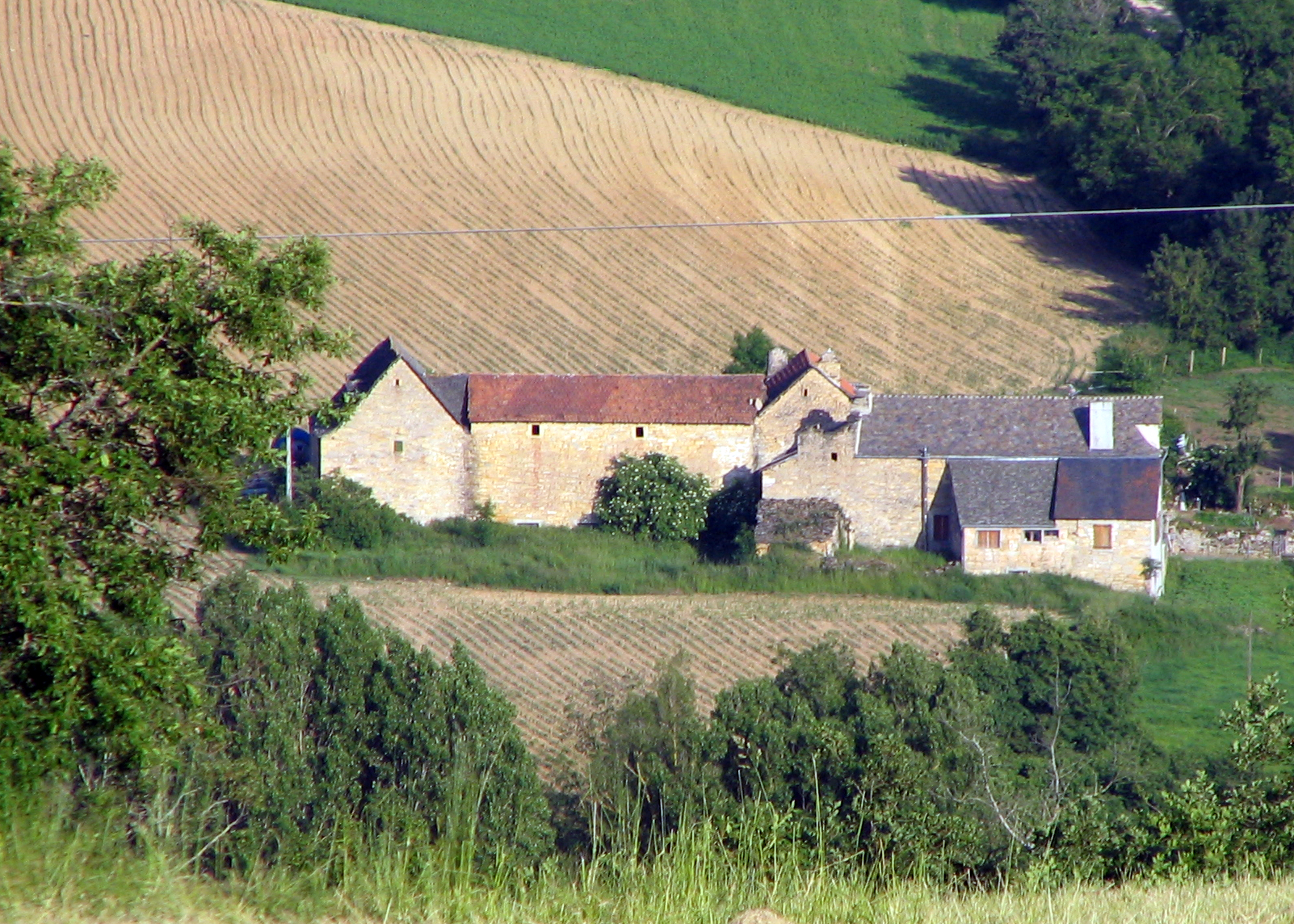
Le Mazet

## Kapcsolódó szócikk
- Lozère megye községei